# Rafael Sagredo Baeza
Rafael Sagredo Baeza (Santiago, 3 de enero de 1959) es un profesor, historiador, editor, académico e investigador chileno. Se ha especializado en la historia de Chile y de América, historia de la ciencia y de la cultura. En 2022 fue reconocido con el Premio Nacional de Historia.

## Biografía
Realizó sus estudios básicos y medios en el Instituto de Humanidades Luis Campino. Luego estudió Pedagogía en Historia, Geografía y Educación Cívica en la Universidad Católica de Chile, donde se graduó como profesor en 1984. Ese mismo año comenzó a trabajar como Profesor de Historia y Ciencias Sociales en el Colegio de los Sagrados Corazones de Manquehue. En 1990, se incorporó al Centro de Investigaciones Diego Barros Arana de la Biblioteca Nacional de Chile, donde desde 1996 es director y editor responsable de sus publicaciones. Además, desde el año 2000 es Conservador de la Sala Medina de la Biblioteca Nacional.
Es autor de más de cien textos, entre libros y artículos, siendo coautor en más de veinte obras. Ha sido editor, coordinador y organizador de más de diez publicaciones sobre historia de Chile y América. En el ámbito académico, fue subdirector del Instituto de Historia de la Pontificia Universidad Católica de Chile (2000-2006), director de la revista Historia (2006-2012) y Jefe del Programa de Doctorado en Historia de la misma institución (2013-2015).
Ha recibido la Beca PRA de la Organización de Estados Americanos (1993-1995) y la beca Fulbright (1997). Ha sido profesor invitado en Lake Forest College en Illinois, Estados Unidos (1997), y en los programas de doctorado de la Universidad de San Marcos en Perú (2017) y de la Universidad de la República en Uruguay (2018).
Entre 1993 y 2016, lideró seis proyectos FONDECYT regulares como investigador responsable y participó como coinvestigador en dos más. Desde 2018, participa en el Proyecto Resistence Horizon 2020 de la Comisión Europea, titulado “Rebellion and Resistance in the Iberian Empires, 16th-19th centuries”.
Es socio y cofundador de la Asociación Chilena de Historiadores (2015), y ha destacado la importancia social de la Historia en el sistema educativo.

## Obras

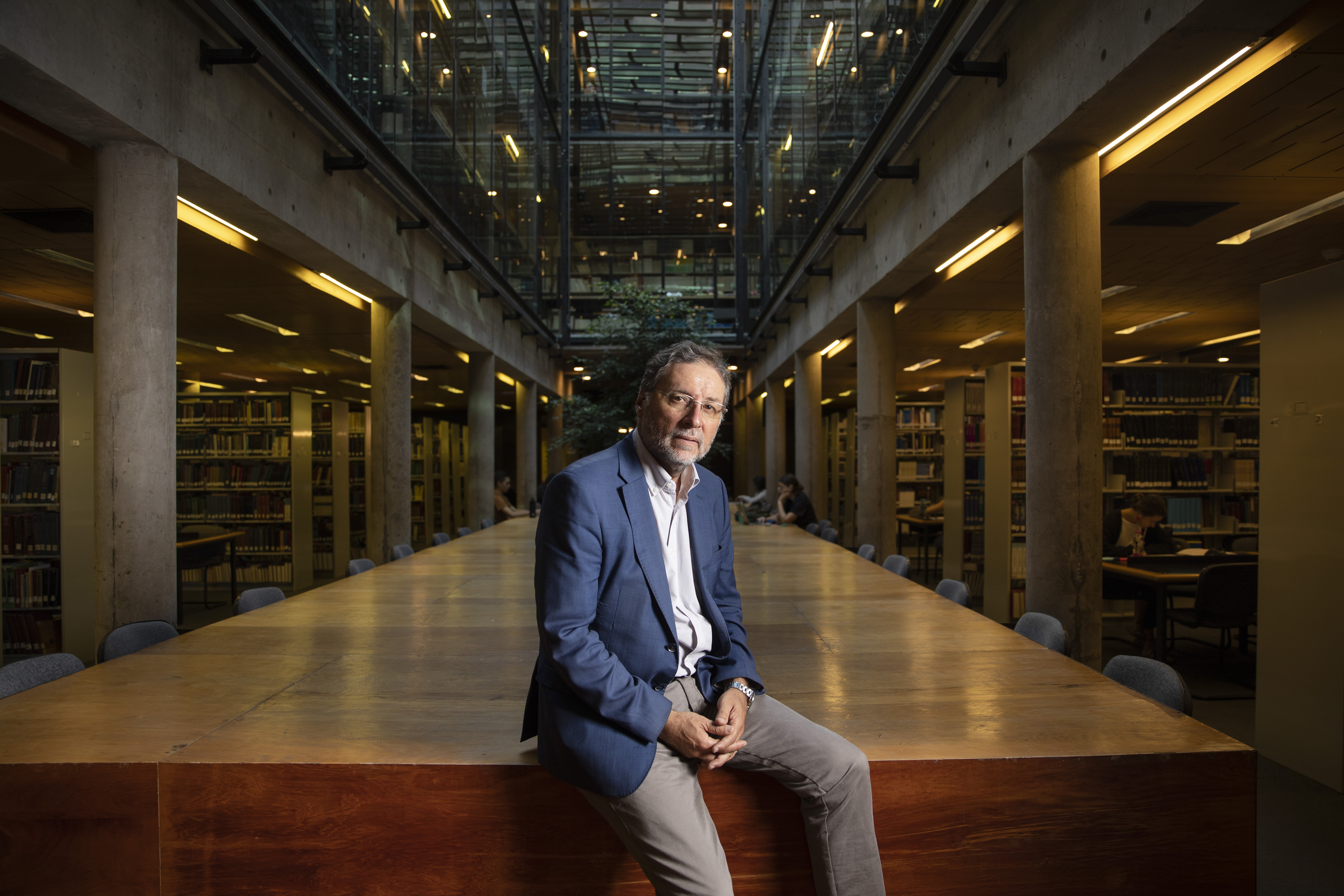
Sagredo en la Biblioteca Biomédica de Casa Central de la Universidad Católica.

### Libros como autor
- Chile país minero. Historia del mineral de Las Condes, Santiago, Museo Histórico Nacional,1990.
- Escritos del padre Fernando Vives Solar, (Compilador) Santiago, Centro de Investigaciones Diego Barros Arana de la Dirección de Bibliotecas, Archivos y Museos, Santiago, 1993.
- María Villa (á) "La Chiquita". Nº4002. Un parásito social del Porfiriato, México D.F., Ediciones Cal y Arena, 1996.
- Rafael Sagredo Baeza (recopilador), Crónicas políticas de Wilfredo Mayorga. Del "Cielito lindo a la Patria Joven”, Santiago, Centro de Investigaciones Diego Barros Arana de la Dirección de Bibliotecas, Archivos y Museos,1998.
- Vapor al norte, tren al sur. El viaje presidencial como práctica política en Chile. Siglo XIX, Santiago, Centro de Investigaciones Diego Barros Arana de la Dirección de Bibliotecas, Archivos y Museos, El Colegio de México, 2001. Disponible en https://www.centrobarrosarana.gob.cl/sitio/Contenido/Publicaciones/10282:Vapor-al-Norte-tren-al-Sur-El-viaje-presidencial-como-practica-politica-en-Chile-Siglo-XX
- La gira del presidente Balmaceda al norte. El inicio del “crudo y riguroso invierno de su quinquenio”, (verano de 1889), Santiago, LOM Ediciones y Centro de Investigaciones Diego Barros Arana de la Dirección de Bibliotecas, Archivos y Museos, 2001
- Álbum de un viaje por la república de Chile de Claudio Gay,  Santiago,  Origo, 2009.
- De la colonia a la república. Los catecismos políticos americanos, 1811-1827, Madrid, Fundación MAPFRE, 2009.
- La ruta de los naturalistas. Tras las huellas de Gay, Domeyko y Philippi, Santiago, Fyrma Gráfica. (Con fotografías de Max Donoso) 2012
- Historia mínima de Chile, Madrid-México, Madrid-México, Turner-El Colegio de México, 2014.
- Construyendo Chile. El viaje de Claudio Gay, Santiago, Corporación Cultural Vitacura, 2017
- J.T. Medina y su Biblioteca Americana en el siglo XXI. Prácticas de un erudito, Santiago, Ediciones Biblioteca Nacional, 2018.
- Historias para la ciudadanía, Santiago, SM Ediciones, 2021.
- Alberto Edwards, profeta de la dictadura en Chile. Santiago, Fondo de Cultura Económica, 2024.

### Libros como coautor o editor
- Junto a Sergio Villalobos R., El proteccionismo económico en Chile. Siglo XIX, Santiago, IPES Blas Cañas, 1987.
- Junto a Sergio Villalobos R., et. al., Historia de la ingeniería en Chile, Santiago, Hachette,1990.
- Con Nancy Abel, Los primeros cincuenta años de Coca-Cola en Chile, Santiago, Ograma, 1991.
- Compilador junto a Eduardo Devés V. Discursos de José Manuel Balmaceda. Iconografía, 3 tomos, Santiago, Centro de Investigaciones Diego Barros Arana de la Dirección de Bibliotecas, Archivos y Museos,1991-1992.
- Junto a Sergio Villalobos, Ensayistas proteccionistas del siglo XIX, Santiago, Centro de Investigaciones Diego Barros Arana de la Dirección de Bibliotecas, Archivos y Museos,1993.
- Junto a Fernando Gutiérrez y Pilar Aylwin, Geografía de Chile ilustrada, Santiago, La Tercera, 1998.
- Junto a Eduardo Devés y Javier Pinedo, El pensamiento chileno del siglo XX, México, D.F.,  Fondo de Cultura Económica e Instituto Panamericano de Geografía e Historia,1999
- Junto a Andrea Krebs y Magdalena Piñera, Eventos con historia, Santiago, Editorial Los Andes, 2000 (Edición corregida del texto 100 eventos de la historia de Chile publicado originalmente en 1990)
- Junto a  Cristián Gazmuri y Claudio Rolle, Grandes odiseas del milenio. Diez siglos de exploraciones y descubrimientos, Santiago, La Tercera, 2000.
- Junto a Sergio Villalobos R., Los estancos en Chile, Santiago, Fiscalía Nacional Económica y Centro de Investigaciones Diego Barros Arana de la Dirección de Bibliotecas, Archivos y Museos, 2004.
- Junto a José Ignacio González Leiva, La Expedición Malaspina en la frontera austral del imperio español, Santiago, Editorial Universitaria y Centro de Investigaciones Diego Barros Arana de la Dirección de Bibliotecas, Archivos y Museos, 2004.
- Junto José Ignacio González y José Compan, La política en el espacio. Atlas de la divisiones político-administrativas de Chile. 1810-1940, Santiago, Instituto Geográfico Militar, Pontificia Universidad Católica de Chile y Centro de Investigaciones Diego Barros Arana de la Dirección de Bibliotecas, Archivos y Museos, 2016. Reeditado y corregido en 2017.
- Junto a Cristián Gazmuri (directores), Historia de la vida privada en Chile, tres tomos, Santiago, Taurus, 2005-2007
- Con Miguel Ángel Puig-Samper Mulero (editores), Imágenes de la Comisión Científica del Pacífico en Chile, Santiago-Madrid, Editorial Universitaria, Centro de Investigaciones Diego Barros de la Dirección de Bibliotecas, Archivos y Museos, y Consejo Superior de Investigaciones Científicas, 2008
- Con Álvaro Góngora (editores), Fragmentos para una historia del cuerpo en Chile, Santiago, Taurus, 2009
- Ciencia-Mundo. Orden republicano, arte y nación en América, Santiago, Editorial Universitaria y Centro de Investigaciones Diego Barros Arana de la Dirección de Bibliotecas, Archivos y Museos, 2010.
- Observaciones geológicas en América del Sur de Charles Darwin, Madrid-Santiago, Los Libros de la Catarata, Consejo Superior de Investigaciones Científicas, Universidad Nacional Autónoma de México, Dirección de Bibliotecas, Archivos y Museos y Editorial Universitaria,  2011.
- Biblioteca Nacional. Patrimonio republicano de Chile, Santiago, Biblioteca Nacional y Centro de Investigaciones Diego Barros Arana de la Dirección de Bibliotecas, Archivos y Museos, 2014.
- Con Álvaro Góngora, Hugo Contreras y Jorge Rojas, Anatomía de una disciplina: 25 años de historiografía chilena, Santiago, Ediciones Universidad Finis Terrae, 2015.
- Junto a Rodrigo Moreno Jeria (editores), El Mar del Sur en la Historia. Ciencia, expansión, representación y poder en el Pacífico, Santiago, Centro de Investigaciones Diego Barros Arana de la Dirección de Bibliotecas, Archivos y Museos y Universidad Adolfo Ibáñez, 2015.

### Textos escolares
- Rafael Sagredo Baeza y Nicolás Cruz, Historia y Geografía Hoy 7, Editorial Santillana, Santiago, 1990
- Rafael Sagredo Baeza y Nicolás Cruz, Historia y Geografía Hoy 8,  Editorial Santillana, Santiago, 1990
- Rafael Sagredo Baeza y Nicolás Cruz, Historia y Geografía Hoy 5, Editorial Santillana, Santiago, 1991
- Rafael Sagredo Baeza y Nicolás Cruz, Historia y Geografía Hoy 6, Editorial Santillana, Santiago, 1991